# Roberto Faria
Roberto Faria, né le 15 janvier 2004 à Rio de Janeiro, est un pilote automobile brésilien. Il est actuellement membre de la Sauber Academy. En 2023, il participe à la Formule 3 FIA au volant de l'écurie PHM Racing by Charouz.

## Biographie

### Karting
Roberto Faria débute le karting à l'âge de 11 ans . Il débarque en Europe en 2017 et prend part au Championnat du monde de karting, où il court pour l'équipe Chiesa Corse. En 2018, il rejoint KR Motorsport pour courir dans les championnats du monde et d'Europe. 

### Compétitions britanniques
En 2019, Faria fait ses débuts en monoplace dans le championnat de Formule 4 britannique où il signe avec Fortec Motorsport. Son meilleur résultat est une quatrième place à Silverstone. Il se classe onzième du championnat avec 99 points. L'année suivante, il dispute la première partie de saison en Formule 4, il monte deux fois sur le podium et se classe dixième avec 106 points. Il rejoint ensuite le championnat de Formule 3 britannique pour la seconde partie de saison, il termine deuxième lors de la dernière course et se classe quatorzième avec 152 points. En 2021, il s'engage pour la saison complète dans le championnat. Il remporte se première victoire en carrière à Spa-Francorchamps et monte sur huit autres podiums. Il se classe cinquième du championnat avec 360 points. Il effectue sa dernière saison dans le championnat en 2022,  au sein de l'équipe Carlin. Au cours de la saison, il monte six fois sur le podium et se classe cinquième du championnat avec 316,5 points. La même année, il rejoint la Sauber Academy, où il retrouve Théo Pourchaire.

### Formule 3 FIA
En septembre 2022, Faria participe aux essais d'après-saison de la Formule 3 FIA d'abord avec Van Amersfoort Racing, puis avec ART Grand Prix. Aucune des deux équipes ne le recrute cependant pour la saison 2023. Le 10 février 2023, il est confirmé chez PHM Racing by Charouz aux côtés de Sophia Flörsch et de Piotr Wiśnicki.

## Résultats en compétition automobile
| Saison | Championnat                  | Écurie                | Courses | Victoires | Pole positions | Meilleurs tours | Podiums | Points | Classement |
| ------ | ---------------------------- | --------------------- | ------- | --------- | -------------- | --------------- | ------- | ------ | ---------- |
| 2019   | Formule 4 Britannique        | Fortec Motorsport     | 30      | 0         | 0              | 0               | 0       | 99     | 11e        |
| 2020   | Formule 4 Britannique        | Fortec Motorsport     | 15      | 0         | 1              | 0               | 2       | 106    | 10e        |
| 2020   | Formule 3 Britannique        | Fortec Motorsport     | 13      | 0         | 0              | 0               | 1       | 152    | 14e        |
| 2021   | Formule 3 Britannique        | Fortec Motorsport     | 24      | 1         | 0              | 3               | 9       | 360    | 5e         |
| 2021   | Formula 3 Asian Championship | Motorscape            | 15      | 0         | 0              | 0               | 0       | 6      | 17e        |
| 2022   | Formule 3 Britannique        | Carlin Motorsport     | 24      | 0         | 0              | 3               | 6       | 316,5  | 5e         |
| 2023   | Formule 3 FIA                | PHM Racing by Charouz | 18      | 0         | 0              | 0               | 0       | 0      | 32e        |